# Philipp von Breuner (Beamter)
Philipp von Breuner (* um 1500; † 23. April 1556 in Wien), Freiherr zu Stübing, Fladnitz und Rabenstein etc. gehört zum österreichischen Adelsgeschlechts derer von Breuner und war niederösterreichischer Beamter.

## Leben
Philipp (I.) Freiherr von Breuner war der älteste Sohn von Friedrich Ritter von Breuner und Margaretha Freiin von Rauber und zog um 1535 nach Österreich. Er war von 1536 bis Herbst 1542 Niederösterreichischer Regimentsrat, wurde danach Hofkammerrat der Habsburgermonarchie und 1550 ungarischer und böhmischer geheimer Rat und Kämmerer, schließlich 1552 Hofkammerpräsident und geheimer Rat. Mit dem Diplom vom 12. April 1550 wurde Philipp samt seinen Vettern und Verwandten Georg, Caspar und Balthasar und dem gesamten Stamm männlichen und weiblichen Geschlechts in den Reichsfreiherrenstand erhoben. 
Die Herrschaft Schwadorf besaß er als Pfand, 1552 kam Weitra in Niederösterreich und Staatz dazu. Er starb als Hofkammerpräsident und liegt mit seiner Frau in der Schottenkirche in Wien begraben. Mit seiner Frau Elisabeth Freiin von Windischgrätz, die Tochter von Seyfried Freiherrn von Windisch-Graetz und Afra Grasswein (Gräßwein), hatte er 16 Kinder. Der älteste Sohn war Seyfried von Breuner, zuletzt Statthalter von Niederösterreich.